# Curry

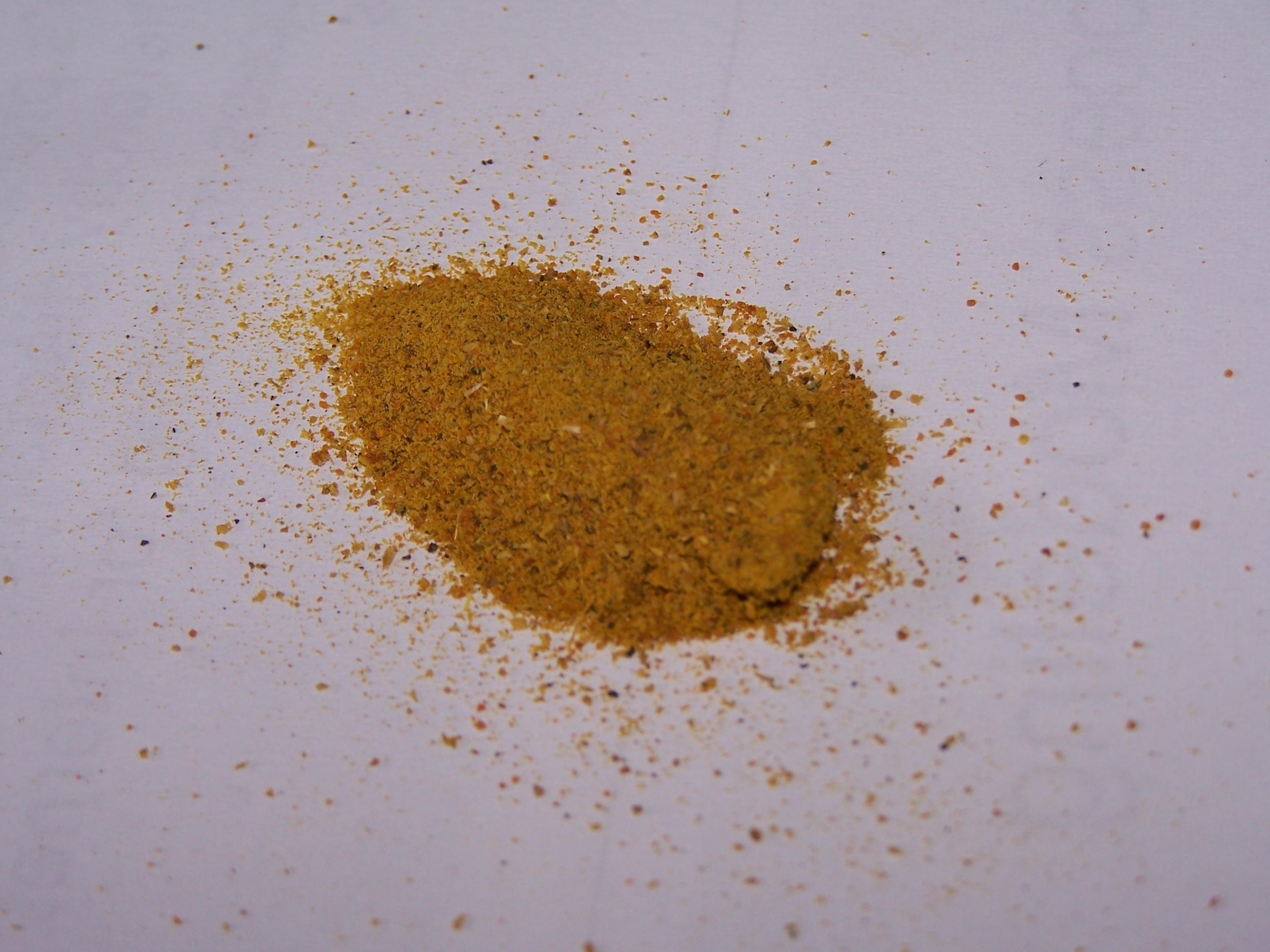
Kryddblandningen curry.

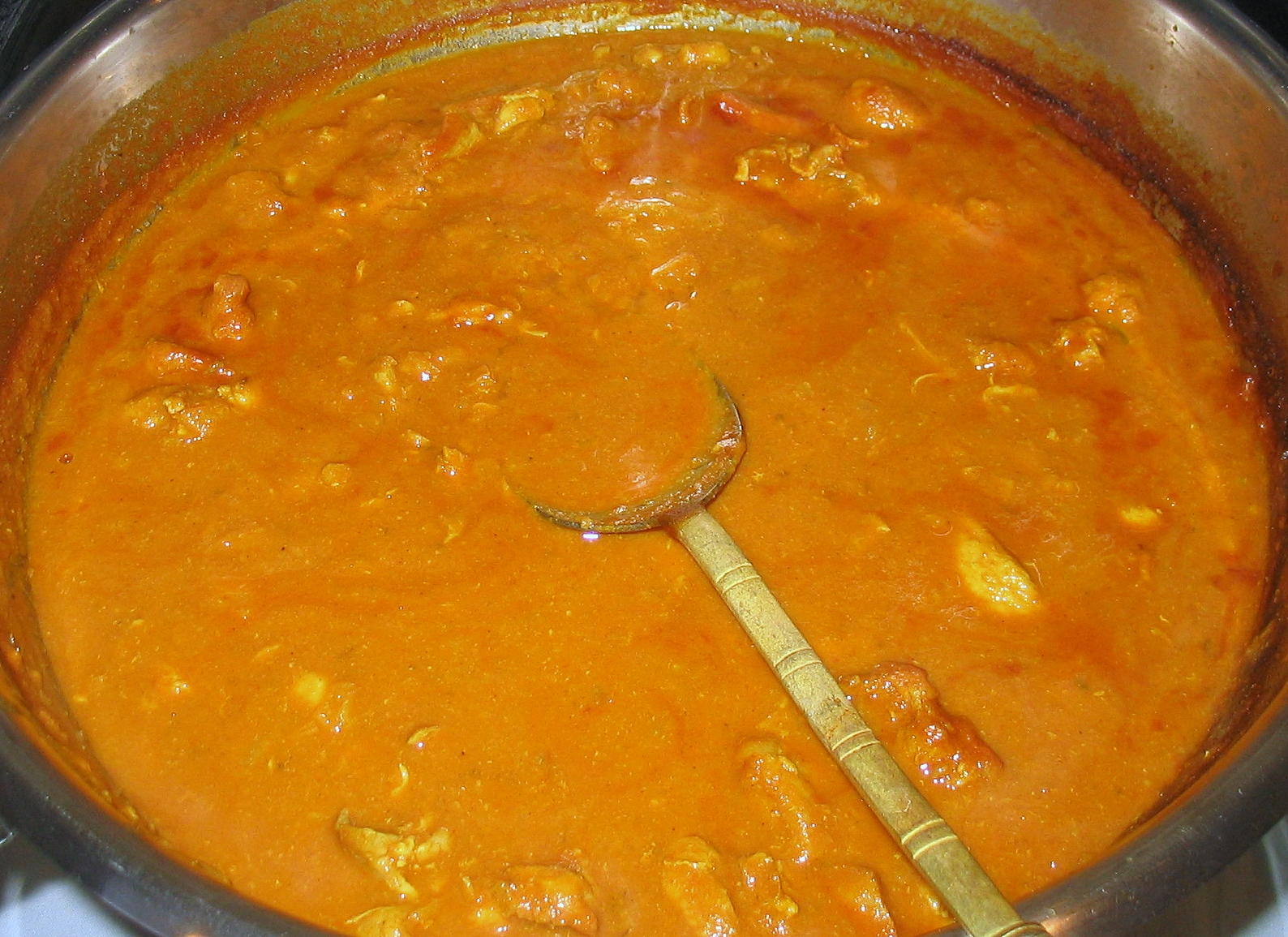
Indisk kycklingcurrygryta.

Curry (av tamil கறி khari som betyder "kryddad sås"). I Sverige avser curry vanligen en kryddblandning som alltid måste innehålla gurkmeja, som ger den karaktäristiska orangegula färgen. Kryddblandningar av motsvarande sort kallas på den indiska subkontinenten för masala. På engelska benämns kryddblandningen curry powder.

## Kryddblandningen
Det finns en mängd varianter av denna sorts kryddblandningar. Ett tjugotal kryddor brukar förekomma oftare än andra. Kryddor som utgör mindre än två procent av blandningen behöver inte uppges på produktens innehållsdeklaration, om de inte innehåller selleri, sesam eller senap. Kryddor som ofta ingår är ingefära, kanel, kardemumma, koriander, kryddnejlika, muskotblomma, svartpeppar och spiskummin. Bockhornsklöver, fänkål, muskotnöt, anis, kummin, lagerblad, saffran, senap, sesamfrö, spansk peppar (till exempel cayennepeppar), löksalt och vallmofrö förekommer också.

## Grytan
På engelska och i Indien används ordet curry i betydelsen 'currygryta'. Det gemensamma för denna typ av rätt är att den är såsbaserad. Ofta är den antingen milt eller hett kryddad. Den kan vara vegetarisk, eller innehålla kött, fisk eller kyckling.
Curryn har omtalats som en av Storbritanniens nationalrätter. Till Storbritannien kom curryrecept med immigranter från Indien i slutet av 1700-talet och år 2015 fanns omkring 12 000 indiska restauranger i Storbritannien med totalt omkring 100 000 anställda. I Storbritannien uppmärksammas curryn årligen under curryveckan i oktober.